# 京都市立六原小学校
京都市立六原小学校（きょうとしりつ ろくはらしょうがっこう）は、京都府京都市東山区松原通大和大路東入る轆轤町（ろくろちょう）にあった公立小学校。現在は他学校と統合され、京都市立開睛小中学校となっている。

## 概要
六波羅探題跡地に立地し、六波羅蜜寺が南に隣接する。1869年（明治2年）以来の長い歴史を有し、風格ある校舎を今に伝えている（参照）。また、美術・造形教育の伝統がある。
2011年4月、白川小・新道小・清水小・東山小及び洛東中・弥栄中とともに、5小学校2中学校が合併し、統合により京都市立開睛小中学校となった。
。都心部校の常として近年は児童数減少が著しく、最多の1956年に児童数1,070名だったのが、2007年5月1日現在で72名まで落ち込んでいた。

## 沿革
- 1869年（明治2年） - 開校。

## 周辺
- 六波羅蜜寺
- 大和大路通
- 京都市立洛東中学校
- 東山警察署
- 京都大和大路郵便局

## 校区
東西は東大路通近辺から鴨川東岸まで、北は建仁寺、南は五条通付近までが校区。